# Merla del Karoo
La merla del Karoo (Turdus smithi) és un ocell de la família dels túrdids (Turdidae).

## Hàbitat i distribució
Habita zones estepàries àrides del sud de Namíbia, sud-est de Botswana i nord de Sud-àfrica